# 2. (hrvaška) divizija (KNOJ)
2. (hrvaška) divizija KNOJ je bila partizanska divizija, ki je delovala v sklopu Korpusa narodne obrambe Jugoslavije v Jugoslaviji med drugo svetovno vojno.
Ustanovljena je bila decembra 1944.